# ウェスタの処女

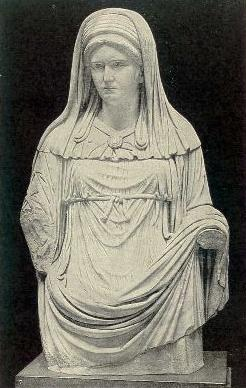
ローマ人によるウェスタの処女像

ウェスタの処女（ウェスタのしょじょ、ラテン語：Vestales（複数形）、Vestalis（単数形）、英語：Vestal Virgin）あるいはウェスタの乙女、ウェスタの巫女は、古代ローマで信仰された火床をつかさどる女神ウェスタに仕えた巫女たちのこと。ウェスタの聖職者団およびその安寧はローマの永続と安定の根本であるとみなされ、ウェスタは彼女たちの守る決して絶やしてはならない聖なる炎として具現化された。ウェスタの処女たちは、結婚や子育てといった一般的な社会的義務から解放されていた。それは彼女たちが国教に遵ずることを学び、また正すことに奉仕するため、純潔を誓っていたからである。それは男性の聖職者たちにはできないことだった。

## 処女神ウェスタ
ウェスタは家政をつかさどりまた結婚を庇護する女神であったが、自身は「結婚・出産」することのない「処女神」であった。神話そのものはほとんど残されておらず、偶像崇拝のなされなかった稀有な神であった。彼女は火そのものとして崇められたのだ。藤澤桂澄は、ウェスタの処女性は今日考えられているような男性が父権制のもとでつくりあげたものではなく、それ以前のはるか昔における「母権制」の産物であった可能性を指摘している。彼女によれば、ウェスタをはじめとした「処女神」は出産による「死と再生」の神話ではなく、「異界への接続」をつかさどる。

## 歴史

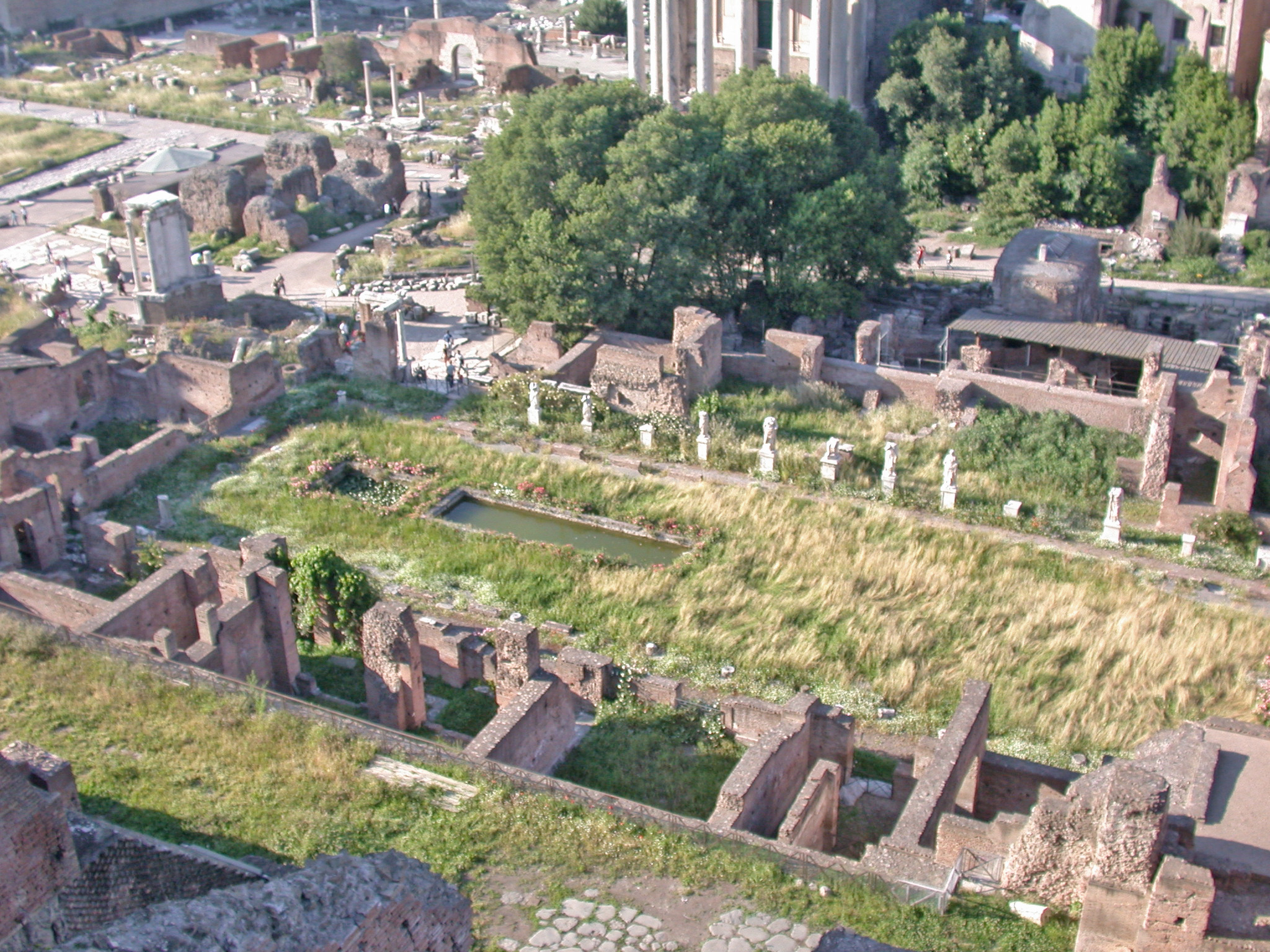
パラティーノにあるウェスタの神殿

リウィウス、プルタルコス、ゲリウスは、国家がさだめる聖職としての「ウェスタの処女」の創設をヌマ・ポンピリウス王に帰している。伝説によれば、王は紀元前750年から紀元前673年ごろまで生きたと考えられている。リウィウスによれば、ヌマはウェスタの処女という職責を導入し、国庫から給与を支払った。ウェスタの司祭はその起源をアルバ・ロンガにもつ、ともリウィウスは語っている。2世紀の好古家であるゲリウスは、はじめてのウェスタの処女たちはヌマによって親元から引き離され、その手中におかれたのだと書いている。プルタルコスはヌマ王のためウェスタの神殿をたてることに貢献した。最初のウェスタの処女は、4人いるとされる。セルウィウス・トゥッリウスがそれを6名に増やした。アンブロジウスが古代末期に7人目を置いたともとれる言葉を残している。ヌマは最高神祇官にウェスタの処女を監督するよう命じてもいる。最初の巫女たちの名は、ウァロによれば、Gegania、Veneneia、Canuleia、Tarpeiaであった。神話では、スプーリウス・タルペイアスの娘であるタルペーイア（Tarpeia）は背信者として描かれている。
ウェスタの処女たちは、ローマで権勢をふるい、影響力をもつようになる。スッラが若きユリウス・カエサルをローマから追いやった時代には、彼女たちがカエサルのために仲裁にはいり、スッラの赦しをえたのだ。アウグストゥスは彼女たちをあらゆる主要な奉納式および典礼に関わらせた。首都長官クィントゥス・アウレリウス・シュンマクスは、キリスト教の勃興期にローマの伝統的な信仰を守る道を探っていた人物であるが、こんなことを書いている。
| 「 | 我らが祖先はウェスタの処女のための法を残している。彼女たち神に仕える聖職者はまもられねばならず、また特権が与えられるとある。この恩恵は、両替商がはびこるまで侵されることがなかった。聖なる純潔をまもるためにあるものがあさましい人夫の報酬のための基金へとかえられてしまったのだ。いまや公然のものとなったこの飢饉は彼らの行いの結果である。凶作があらゆる属州の期待をくじいている…。汚聖こそが長年の不作をよびこんでいるのだ。それは全人民が信仰を拒み、堕落している限りは当然のことではないか | 」 |

ウェスタの聖職者団は394年に解散され、聖なる炎がともることはなくなった。キリスト教徒であるテオドシウス1世の命であった。ゾシモス(en)の記録するところでは、テオドシウス1世の姪であったセレナという貴婦人が、神殿へ足を踏み入れ、女神の彫刻から首飾りをはずし、自らの首にかけたのだという。最後のウェスタの処女であった老女が、その不信心を非難して訴えでている。そのころセレナは、彼女の不意の死を予言する恐ろしい夢にうなされていた、とゾシモスはいう。セレナは409年にテオドシウス1世の子ホノリウスによって処刑された。アウグスティヌスが「神の国」を著したのは、ローマが攻め落とされて帝国が崩壊したのは、千年以上も都市をまもってきた旧神が狭量であり、それにかわってキリスト教の時代が到来したことにある、という噂に着想をえたものであり、またその返答とするためであった。「ウェスタの神殿」がポンペイで発見されたことで、ウェスタの処女たちの伝説は18世紀から19世紀にかけて広く知られるようになった。ガスパーレ・スポンティーニは1807年にウェスタの処女を題材とした歌劇「ヴェスタの巫女」（La Vestale）を作曲している。

### ウェスタ神官長
最高神祇官の聖職者団にあったウェスタの長（ウェスタ神官長、ウェスタリス・マキシマ vestalis maxima）がウェスタの処女たちを監督していた。ウェスタ神官長オキアは、57年間にわたってウェスタを統括してきたと、タキトゥスは記録している。最後に名をのこしたウェスタの長は、380年のコエリア・コンコルディアであった。ウェスタ神官長は、ローマの女司祭たちのなかでも最高位にある重要な役職であり、唯一その執務が軍部から独立していた。

## 奉仕の概要

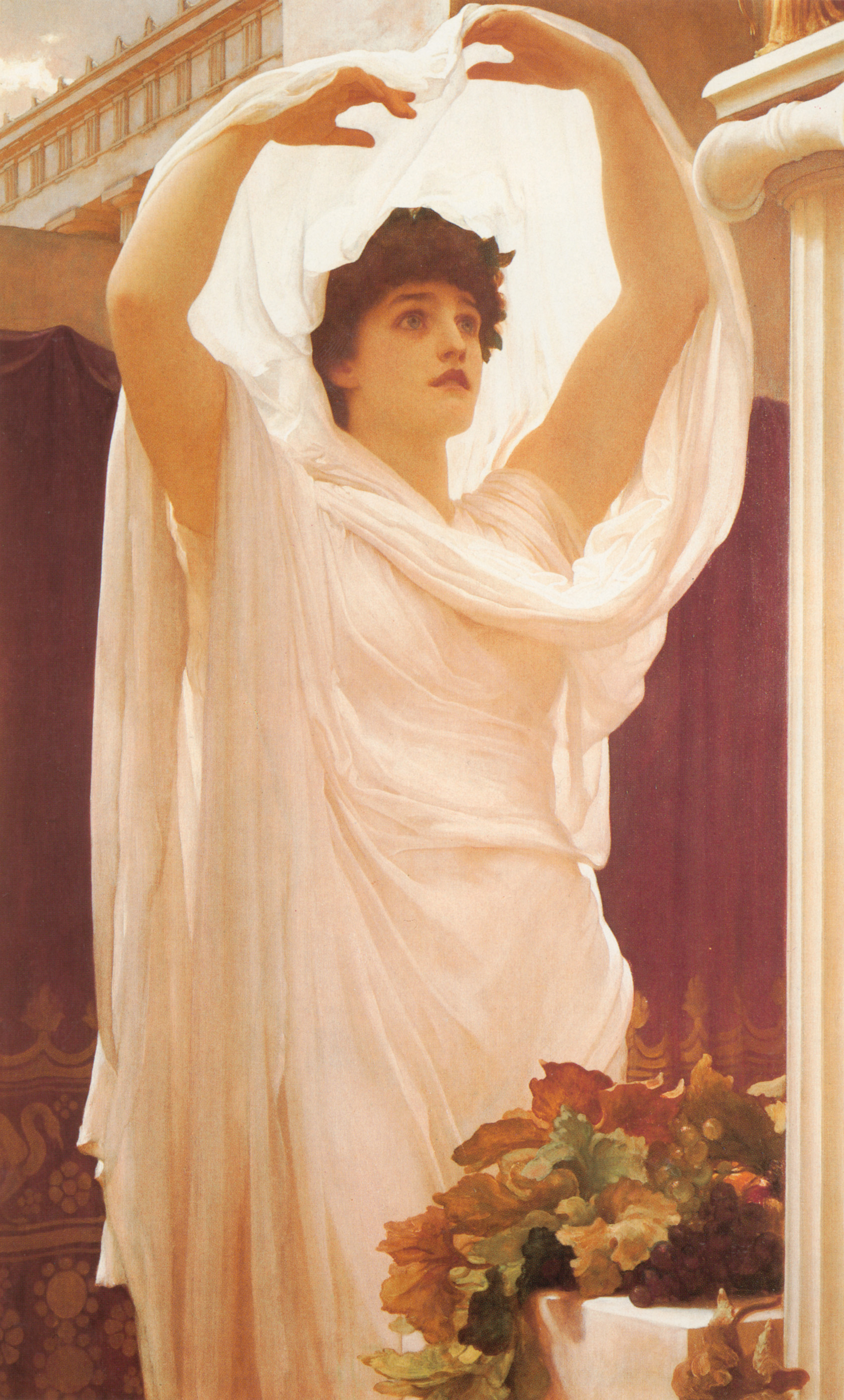
ウェスタの処女の版画(フレデリック・レイントンのイメージ 19世紀)

ウェスタの処女たちは、思春期にもいたらないごく若いうちから聖職につき、30年間禁欲を守ることを誓わされる。この30年という年月は学び手の10年、勤め手の10年、教え手の10年の三つの時期にわけられる。その後に、もし結婚を望むのならば、そうすることができた。しかし、非常に享楽的な環境にあった彼女たちのなかには、わずかだがその尊敬を受けていた役目を放棄するものもいた。その場合はローマ法で女性に課せられていたあらゆる制限をうけ、家父長制のもとに身をおく必要があった。一方で、かつてウェスタの処女であった女性と結婚することは、たいへんな名誉とされていた。

### 選抜
最高神祇官は、籤によって6歳から10歳までの若い候補者20人から巫女を6人選ぶ。候補となるにはローマの自由市民の娘であり、また心身ともに健康なことが求められ、くわえて二親が存命していなければならなかった。
亡くなったウェスタの巫女との交替で候補者となる娘は、最も貞淑なるものとしてウェスタの長の前の居所にいれられる。タキトゥス（年代記ii.30,86）によれば、紀元前19年にガイウス・フォンテイウス・アグリッパとドミティウス・ポッリオがそれぞれその娘を空位となった巫女に推薦したという。当時、アグリッパが離婚した直後であったというだけの理由で、ポッリオの娘が選ばれた。最高神祇官（ティベリウス）は落選した候補者に銀貨100万枚の持参金を与えて慰撫した。
ひとたび選抜されたなら、子女は家をでなければならない。そして最高神祇官に導きをうけ、また頭髪が刈り取られる。ある高僧はそのときにこういった。「アマータ、貴女をウェスタの司祭として認めます。ローマの人々のために、ウェスタの司祭にとっての掟となる聖なる務めを果たしなさい。まったく同じように、ウェスタの巫女たちのためとなりなさい」。こうして彼女たちは女神の庇護のもとにおかれた。時代が下り、ウェスタの巫女を採ることが次第に困難になるにつれ、平民やさらには解放奴隷の娘でも認められるようになった。

### 務め
彼女たちの務めは、火床と家庭をつかさどる女神ウェスタに捧げられた聖なる炎を絶やさないことである。彼女たちはまた、聖なる泉から水を汲み、典礼に用いる酒食を用意し、寺院の聖所におかれた聖具を管理する。ウェスタの聖火を絶やさぬことで、そこから家政にもちいる炎をともす彼女たちは、ローマ人の宗教観にあって彼らの「代理母」となった。この聖なる火は、帝国においては帝室の炎ともみなされた。
ウェスタの処女たちは、様々な人々の聖約や意志をまもり続けるという職務も持っている。そこにはカエサルやマルクス・アントニウスといった人物も含まれていた。また彼女たちはパラディウムも含めたいくつかの聖具の保護や、ひろく神への供物とされていたモラ・サルサという麦と塩をまぜた特別な粉をつくってもいた。

### 特権
彼女たちに認められた地位はたいへんなものだった。
- 信仰が非常に篤かった時代には、ウェスタの処女たちの聖職者団は幾多の典礼に参加を求められた。彼女たちがそこに向かうときには、常にリクトルが先導する二輪の乗物に載せられた。
- 競技会や公演会があるときには、来賓席が用意された。
- ローマの一般の女性たちとは異なり家父長制のもとになく、財産権をもち、意志の表明や投票ができた。
- 通常の宣誓なしに証言をすることができ、その言葉は疑われることなく信じられた。
- 清廉潔白な人間であるとされ、条例のような公文書や重要な決定などにその意見が求められた。
- その人格は不可侵なものであった。その身体を傷つけることは死罪を意味し、つねに護衛する人間がついた。
- 有罪となった囚人や奴隷に面会することで解放してやることができた。もし死刑を言い渡された人間が処刑のまえにウェスタの処女に会うことが出来れば、自動的に赦されることになっていた。
- 5月15日にはテヴェレの川へアルジェイ(en)と呼ばれた宗教的な藁人形を投げ込む役がまかされていた。[15][16]

### 刑罰

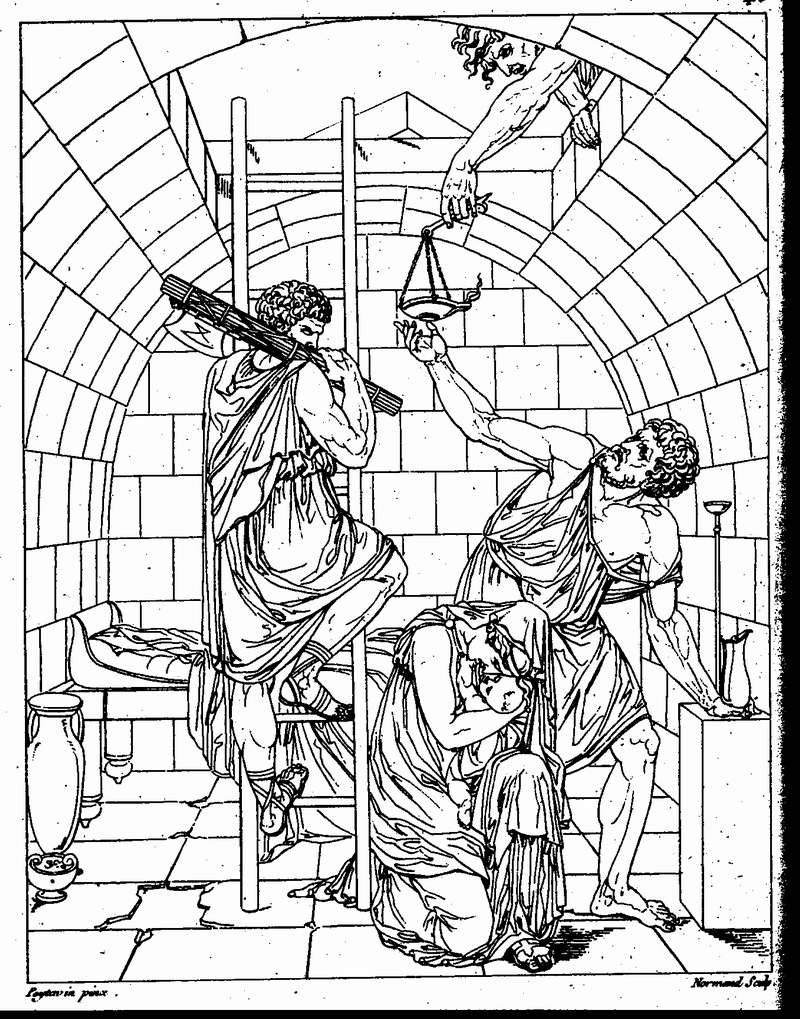
ウェスタの処女の殉教（:fr:Jean-Baptiste Peytavin 18世紀）

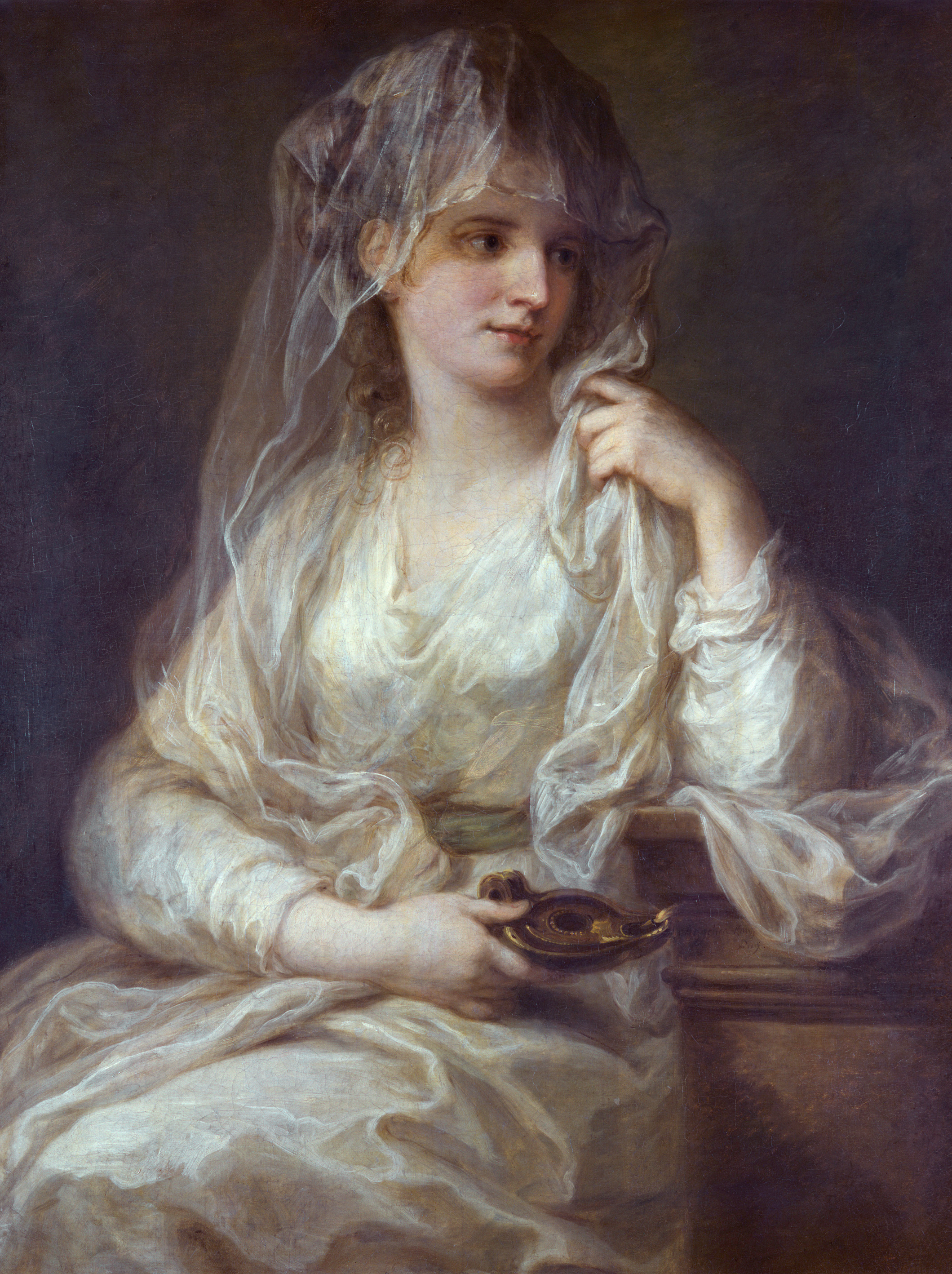
ランプを手にする女神、ウェスタ（アンジェリカ・カウフマン 18世紀）

聖なる炎を絶やすことは義務の深刻な怠慢であり、鞭打ちによって罰せられた。ウェスタの処女たちの純潔はローマ国家の安定と直接関わっていると考えられていたのである。聖職者団へと入るということは、彼女たちの父の権威を離れ、国家の娘となることであった。したがって市民とのあらゆる性的関係も近親相姦（incestum: 必ずしもいわゆる近親相姦だけではなく、宗教的純潔を汚す行為全般を意味する）であり、背信となる。禁欲の誓いを破ったものは、カンプス・セレイタス（コッリーネ・ゲートのちかくの地下房）にわずかな水と食料のみを与えられて生き埋めにされた。
古代の信仰によれば誓いを破った巫女は市内に埋める必要があった。なぜなら、それこそが巫女の血を流すという禁忌を犯さずにその命を奪う唯一の方法だったからである。しかし、こうした刑の執行はローマ法によるものではなかった。ローマ法には市民を地中に生き埋めにしてよいなどとは書かれていないからである。この矛盾を解決するために、ローマ人は禁を破った巫女に名ばかりの食料とその他こまごましたものを持たせた上で、地下に押し込めた。すなわち、市内で人の手によって命を奪われたのではなく、あくまで罰を受けるために別の部屋に移ったという体にしたのである。これにより、彼女は自発的に死んだということになる。不貞を理由にした刑罰はめったにないことではあった。ウェスタの処女トゥッキアは姦淫を咎められたが、その貞節を証明するために“ざる”にのせられ川を流された。
| 「 | おお、女神ウェスタよ、私がいまも穢れなきしるしもて貴女への神秘なる勤めをはたしているのならば、すぐにこの“ざる”からテヴェレの水を汲みだし、貴女の聖なる社へと注ぎたまえ。 | 」 |

ウェスタの処女性はそのまま聖なる炎のさかりと結びついていると考えられていたからである。もしも火が消えるようなことがあれば、それはウェスタの処女が間違いを犯したか、単に役目を放棄しているかのどちらかだとされた。最終的な判断はウェスタ神官長か最高神祇官の責任でなされ、司法機関にはよらなかった。ウェスタの処女の秩序は、1000年以上にわたって保たれ、その間に不貞を咎められ有罪となった記録は10しかない。その審判はどれもローマが政治的に不安定な時期になされたものだ。それはウェスタの処女たちが危機の時代にはスケープゴートにされたということを示唆している。
アルバ・ロンガにおける最初期のウェスタの処女は、性交を理由に鞭打ちをうけ絶命したといわれる。タルクィニウス・プリスクス（在位：紀元前616年 - 紀元前579年）は巫女の生き埋めという刑罰を定めた人物であるが、彼は女司祭ピーナーリアにその罰を与えている。しかしときに幽閉に先立って鞭打ちを行うこともあり、紀元前471年にウルバーニアが受けている。
不貞の嫌疑を初めて受けたのは、ミヌーキアであった。彼女がはしたないほど美装を好んだことが奴隷からも証言され、有罪となり、生き埋めにされた。ポストゥミアも同じ嫌疑を受けた。彼女はリウィウスによれば無罪なのだが、そのみだらな整容と慎みに欠けたふるまいが不貞だとして審判にかけられた。ポストゥミアは「そのおふざけ、あざけり、浮かれた気まぐれをやめるように」という厳しい警告を受けている。アエミリア、リキニア、マルティアは異邦人の騎手の従者から訴えられ、処刑されている。情婦として有罪となった巫女は、広場や集会所で死ぬまで鞭で打たれた。無罪放免となった巫女はわずかだったが、神判をへて容疑をはらしたものもいた。

## ウェスタの処女たちの家

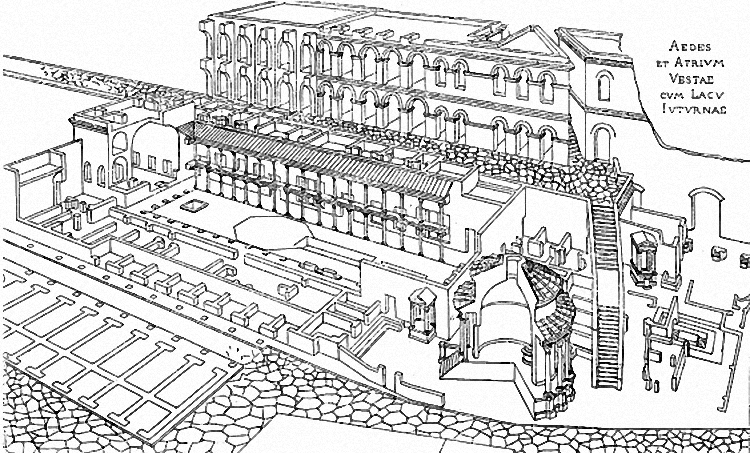
クリスティアン・フュルゼンによる巫女たちの家の復元スケッチ (1905年)

ローマにはウェスタの処女たちが暮らす住宅 (Casa delle Vestali) があった。パラティーノの丘の麓、神殿の真裏にあったウェスタのアトリウムは三階建てだった。

## 著名な人物
- レア・シルウィア - 処女であるべきレアと軍神マールスの間に生まれたロームルスとレムスによってローマは建国された。
- ヘリオガバルス -国禁を犯してウェスタの処女と結婚した背徳のローマ皇帝
- アクウィリア・セウェラ（英語版） - ローマ皇帝ヘリオガバルスの被害者で、再婚相手にさせられたウェスタの処女。半年で離婚
- アエミリア - ウェスタの炎が消えた際に、自らの服を投げ入れて炎を再び点した巫女
- Tuccia（英語版） - 処女性を疑う告発を受けるが、儀式で潔白を証明したウェスタの処女。

## 関連文献
- Harry Thurston Peck, Harpers Dictionary of Classical Antiquities (1898)
- Parker, Holt N. "Why Were the Vestals Virgins? Or the Chastity of Women and the Safety of the Roman State", American Journal of Philology, Vol. 125, No. 4. (2004), pp. 563-601.
- Samuel Ball Platner and Thomas Ashby, A Topographical Dictionary of Ancient Rome
- Wildfang, Robin Lorsch. Rome's Vestal Virgins. Oxford: Routledge, 2006 (hardcover, ISBN 0-415-39795-2; paperback, ISBN 0-415-39796-0).
- 松原俊文「史料翻訳 ローマ共和政偉人伝 De viris illustribus urbis Romae[含 解題〕」『地中海研究所紀要』第4号、早稲田大学地中海研究所、2006年3月、1-64頁、ISSN 13482076、NAID 40007371884。